# Тавхида бен Шейх
Тавхида бен Шейх (араб. توحيدة بن الشيخ‎; родилась 2 января 1909 в Тунисе, умерла 6 декабря 2010) — врач, педиатр, гинеколог, первая современная мусульманская женщина в Магрибе и в арабском мире, которая стала врачом. Она также была пионером в охране здоровья женщин и планировании семьи, в частности доступности контрацепции и абортов.

## Биография
Тавхида бен Шейх родилась в городе Тунис в богатой семье из города Рас Джебель. Училась в 1918—1922 в Лицее на улице Паши, затем в Тунисской первой общедоступной школе для мусульманских девочек (Лицее имени Армана Фальера), которая была создана «Тунисскими националистами и либеральной властью французского протектората». Тавхиду бен Шейх учила арабский, французский языки, изучала Коран и современные предметы. В 1928 году становится первым мусульманским бакалавром в Тунисе. В сопровождении Лидии Бернет, жены доктора Этьена Бернета, французского врача и исследователя из Института Луи Пастера в Тунисе, отправляется во Францию. Продолжила своё образование на факультете медицины Парижского университета, в 1936 году получает диплом и степень доктора в области медицины. В Тунисе местные врачи дали в честь её возвращения обед.
В то время Тунис был французской колонией. Бен Шейх была родом из элитарной тунисской семьи (её дядя — Тахар бен Аммар — великий визирь Амин бея), принадлежавшей к консервативному обществу, и её овдовевшая мать была против её поездки во Францию после окончания средней школы, однако её школьный учитель, доктор Этьен Бернет из Института Луи Пастера в Тунисе убедил мать бен Шейх, что её ждут значительные перспективы.

## Профессиональные достижения
После возвращения в Тунис, ведет практику в госпитале, контролируемом французскими властями. После общей медицины и педиатрии переходит к гинекологии. Работает в службе планирования семьи в госпитале Шарля-Николя, которую создает в 1963, затем в клинике, которую открывает в 1968, с 1970 работает директором Бюро планирования семьи. Руководит родильным отделением в госпитале Шарля-Николя в 1955—1964 и в госпитале Азиза Отхмана в 1964—1977.
В Северной Африке мусульманская традиция запрещала женщинам осматриваться врачами-мужчинами. Бен Шейх была сторонником «активного» планирования семьи, а в 1960-х и 1970-х годах обучала врачей совершать процедуру аборта.

## Общественная деятельность
Тавхида бен Шейх активно участвовала в общественных организациях во Франции и после возвращения в Тунис. Во Франции участвовала в Ассоциации студентов мусульманской Северной Африки, выступала на конференции Ассоциации в мае 1931 о положении женщин-мусульманок во французских колониях. Принимала активное участие в Союзе женщин-мусульманок Туниса. Создала после Второй мировой войны Общество социальной помощи и заняла пост президента. В 1950 году основала Ассоциацию по уходу за младенцами из малообеспеченных семей. Участвовала в создании Национальной скорой помощи. В 1958 году она стала членом союза тунисских врачей.
Как студент писала для ежегодного бюллетеня Ассоциации студентов мусульманской Северной Африки, в 1936 году также писала для франкоязычного еженедельника Leïla («Лейла»), который является первым журналом тунисских женщин.
Вице-президент тунисского Красного Полумесяца, региональное отделение движения действует в Тунисе с 1987.
Её дочь — Зейнеб Бензина бен Абдалла — видный тунисский археолог и директор по исследованиям в Институте национального наследия в Тунисе.